# Coral Gables Seminoles
Die Coral Gables Seminoles waren eine US-amerikanische Eishockeymannschaft aus Miami, Florida. Das Team spielte in der Saison 1938/39 in der Tropical Hockey League. 

## Geschichte
Die Mannschaft wurde 1938 als Franchise der erstmals ausgetragenen Tropical Hockey League gegründet. Wie die anderen drei Teilnehmer der Liga trugen sie ihre Heimspiele im Metropolitan Ice Palace in Miami, Florida, aus, vertraten jedoch die Stadt Coral Gables. In ihrer einzigen Spielzeit belegten die Seminoles den ersten Platz der Tropical Hockey League, deren Meistertitel sie gewannen. Nachdem die Liga nach nur einem Jahr wieder aufgelöst wurde, stellten auch die Seminoles den Spielbetrieb ein.